# Bollnäs
Bollnäs ( pronúncia) é uma cidade da província da Hälsingland, na região histórica da Norlândia. É a sede da comuna de Bollnäs, pertencente ao condado de Gävleborg.Possui 14,6 quilômetros quadrados. Segundo censo de 2018, havia 14 085 habitantes. Está situada na margem direita do rio Ljusnan.